# Washington de Araújo Dias
Washington de Araújo Dias foi um médico e político brasileiro.

## Biografia
Nasceu em 19 de setembro. Era formado pela Faculdade de Medicina do Rio de Janeiro. Era casado com Abigail Ramos Dias, são filhos do casal: José Ramos Dias e Maria de Lourdes Ramos Dias.

## Política
Foi vereador da Câmara de Ouro Preto entre 1935 e 1936. Largou seu mandato para assumir o poder executivo do município, em 1936. Ficou no cargo até 1946. Na década de 1940 era presidente do PSD, em Ouro Preto. Nas eleições de 1951 foi eleito Deputado Federal pelo PSP.

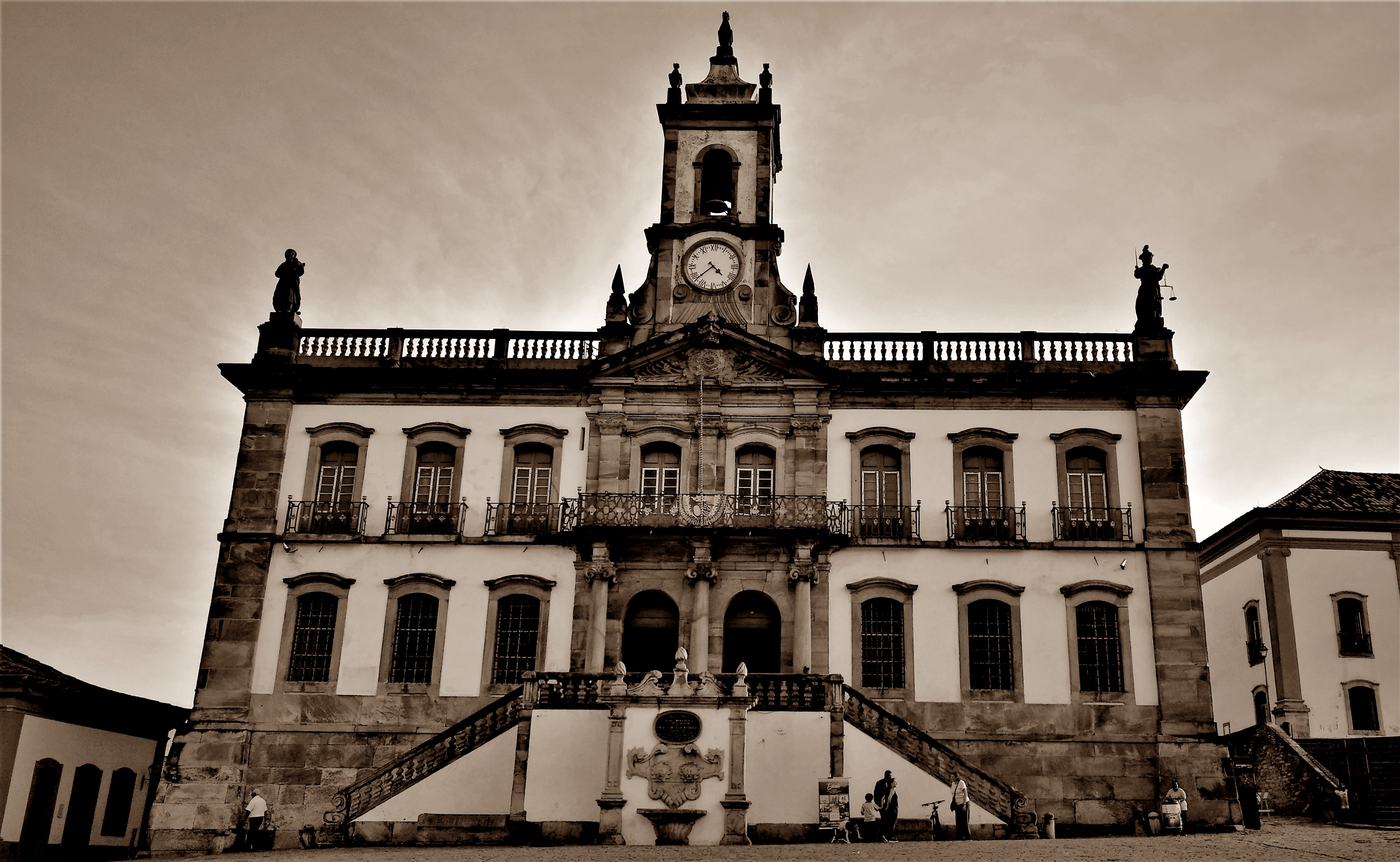
Antiga Casa de Câmara e Cadeia, onde se instalou o Museu da Inconfidência.

No seu mandato de prefeito de Ouro Preto, seguiu os passos de seu antecessor, João Batista Veloso, na defesa do patrimônio histórico ouro-pretano e no investimento em turismo. Sobre suas ações, destaque-se o resgate e valorização da tradição do Zé Pereira dos Lacaios, e do carnaval do município; a fundação do Museu da Inconfidência, em 1944, e a realização solene de translado do corpo dos inconfidentes, que se encontravam no continente africano, depois do degredo que sofreram pelo envolvimento na Conjuração Mineira; e a fundação do Grande Hotel de Ouro Preto.

### Grande Hotel de Ouro Preto
Em sua gestão solicitou ao presidente Getúlio Vargas e ao governador Benedito Valadares, a construção de um hotel turistico em Ouro Preto, para receber o exponencial número de turistas que vinham para a cidade, depois de sua elevação à monumento nacional, em 1933. O SPHAN respondeu o pedido, indicando um corpo técnico e sete possíveis arquitetos, com sete projetos diferentes para a construção desse hotel.

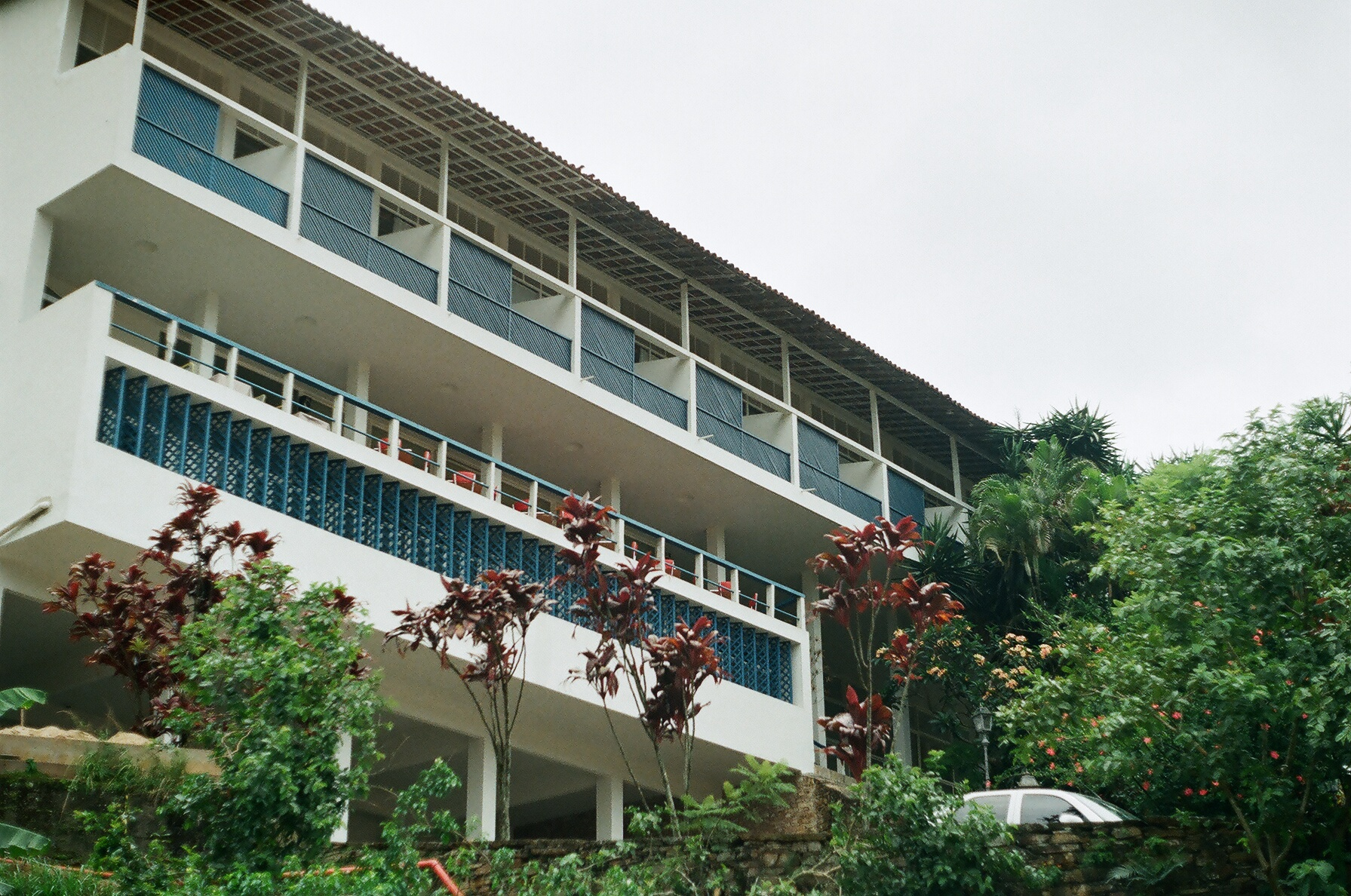
Grande Hotel de Ouro Preto

A escolha ficou entre dois projetos: o de Carlos Leão e o de Oscar Niemeyer. O local da construção já estava definido: na Rua das Flores, próximo ao centro histórico, ao Palácio dos Governadores e a Casa dos Contos. Se Carlos Leão queria manter o estilo arquitetônico da cidade, para obter assim o máximo de integração do hotel na paisagem, Oscar Niemeyer pensava o oposto, e queria o contraste do hotel com a paisagem histórica ouro-pretana. Defendia "uma obra moderna, que marcasse o contraste entre a nova e a velha arquitetura".
O SPHAN ficou dividido entre as dois projetos, criando-se dois grupos internamente. A prefeitura, inclusive, inicialmente demonstrou interesse pelo projeto de Leão. Mesmo assim, o projeto de Niemeyer foi aprovado, dando origem ao Grande Hotel de Ouro Preto, de arquitetura moderna, em pleno centro histórico ouro-pretano. A construção também contou com um jardim de Burle Marx.